# Vlooienmars
De vlooienmars is een eenvoudig muziekstuk (een deuntje) voor piano dat grotendeels op de zwarte toetsen gespeeld wordt. Voor veel kinderen zijn de eerste 8 maten van de vlooienmars het eerste, en enige, stukje dat ze leerden spelen. In de Angelsaksische wereld vervult het muziekstuk Chopsticks een soortgelijke functie.
De vlooienmars is in Duitsland bekend als der Flohwalzer (hoewel het beslist geen wals is) en wordt soms toegeschreven aan de fictieve componist Ferdinand Loh (vergelijk: F. Loh = Floh).
Ondanks de verwijzingen naar een wals en een mars in de diverse titels, heeft de vlooienmars nog het meest weg van een polka.
In 1962 bereikte de vlooienmars onder de titel Lesson One de eenentwintigste plaats in de Engelse hitparade. Het stuk werd bij die gelegenheid uitgevoerd door Russ Conway.
In het koloniale Nederlands-Indië stond de vlooienmars bekend onder de titel Tjingtjang babi, hetgeen letterlijk betekent "Slacht het varken", maar ook geduid kan worden als de racistische ophitsing "Slacht de Chinees".
Op het 13e album van Kinderen voor Kinderen dat uitkwam in 1992 stond een liedje met als titel "De Vlooienmars". 